# Ежовский (посёлок)
Ежовский — посёлок в Кировградском муниципальном округе Свердловской области.

## Географическое положение
Посёлок Ежовский расположен на восточном склоне Среднего Урала, в лесной зоне, на правом берегу реки Тагил (правого притока реки Туры), у подножья горы Ежовой (высота 556,8 метра). Посёлок находится в 7 километрах (по дорогам в 8 километрах) к северо-западу от города Кировграда. В двух километрах к северу от Ежовского располагается горнолыжный комплекс «Гора Ежовая».

## Население
| 2002 | 2010 |
| ---- | ---- |
| 7    | ↘0   |